# Чернявський Микита Антонович
Мики́та Анто́нович Черня́вський(*15 вересня 1920, Смолянинове, Новоайдарський район, Луганська область — †9 липня 1993, Луганськ) — український поет, прозаїк, журналіст.

## Життєпис
Народився 15 вересня 1920 року в селі Смоляниновому Новоайдарського району на Луганщині в родині селян-середняків. Після закінчення восьми класів рік працював у колгоспі. 1939 року закінчив Старобільську медично-фельдшерську школу. Працював завідувачем фельдшерсько-акушерських пунктів.
Під час Другої світової війни за станом здоров'я на фронт не потрапив, був організатором підпільного госпіталю в с. Криничне (Гаршинівка) Старобільського району та в рідному селі Смоляниновому.
З 1952 року Микита Чернявський починає працювати журналістом у редакціях газет «Лисичанский рабочий», «Луганская правда», «Прапор перемоги».
З 1977 по 1983 рік працює відповідальним секретарем Луганської обласної
організації Спілки письменників України. Також керував Луганським обласним літературним об'єднанням.
Помер 9 липня 1993 року в Луганську.

## Громадська діяльність
Микита Чернявський — один з ініціаторів відкриття в грудні 1988 року пам'ятника Борисові Грінченкові та шкільного літературного музею в селі Олексіївці Перевальського району Луганської області.
Чернявський один із перших помітив поетичний талант юного Василя Голобородька і сказав про це в передньому слові «Початок шляху» до його добірки віршів в обласній газеті «Прапор перемоги» від 2 червня 1963 року.

## Творчість

### Поезія
Вірші почав друкувати в періодиці з 1936 року. Перша збірка поезій «Зерна щастя» вийшла 1948 року в Донецькому видавництві. Того самого року був прийнятий у члени Спілки письменників України.
Поетичні збірки виходили у видавництвах Донецька, Луганська, Москви, Києва. Сам поет уважає найоригінальнішими з-посеред своїх поетичних книг збірки «Відстані», «Злети», «Порадь мені, поле», «Мирославна», «Щоб небо не падало», «Людиною бути», «Поезії», «Зелена гілка добра» та інші.
Критики прихильно зустріли поезію Чернявського. Так, аналізуючи збірку його вибраних творів «Людиною бути» («Дніпро», 1977), поет Петро Осадчук у рецензії «Найбільша цінність на землі» («Літературна Україна», 13 грудня 1977 року) наголошував, що його слово не вишукане, але щире й схвильоване, сповнене жаги життя, віри в силу добра на землі, в невичерпні можливості людини-трудівника.
Із середини 80-х років поезія Микити Чернявського наповнюється мотивами національної самобутності, творчість автора суголосна процесові національного відродження.

### Проза
Почав писати прозу з 1969 року.
Автор трилогії «Людям важче» («Людям важче», «Сонце в полинах», «Тиждень Івана Лободи»), котра, починаючи з 1973 року, витримала чотири видання. Сюжетна основа трилогії — події Другої світової війни на Луганщині. Автор відтворює образи рідних міст і сіл, лише змінюючи їхні назви: Степове — Старобільськ, Гірниче — Лисичанськ, Піщане — Смолянинове.
Також написав романи «Іван Катруха», «Материне серце», «Донбаські грози», збірку повістей та оповідань «Батькові руки», збірку документальних нарисів і повість «Ти зі мною».
1990 року закінчив роботу над романом «Суша», у якому діють герої попередніх прозових полотен автора: Іван Лобода згадує Голодомор 1932–1933 років; Іван Катруха — герой громадянської війни і голова колгоспу, що, як міг, допомагав односельцям вижити в страхітливі роки, зазнає репресій. Роман порушує типову для літератури того періоду екологічну проблему, актуалізує тему втрати духовності. Геологи відкрили підземне водоймище:
| „На зміну геологам прийшли водопостачальники чорної металургії, повели розмову з ним, як з господарем довколишніх угідь: - Земля ваша, підземна вода державна і до зарізу потрібна чорній металургії, без котрої не може рухатись цивілізація... Отже, тут ось, на ваших луках, поставимо водозабірні споруди і в п’ятикілометровій зоні довкола - відчуження. ...Потужні помпи погнали велетенськими трубами за Донець, а місцевий водогін прослали тільки до половини села, про поливну систему, воду і санвузли в хатах перестали згадувати... Та ще й до того труби виявилися бракованими... Воду ж поступово висмоктали з-під села, люди з східної половини втікають уже світ за очі”[3]. |
У Піщаному спалахує бійка, люди ламають ненависні їм водяні насоси. І тільки здеморалізований Тимошака Ремез захищає їх. Йому на допомогу приходять більші й менші чиновники, бо наруга над землею висушила не тільки річки, але й людські душі.
Деморалізацію радянської партійної верхівки таврує автор в оповіданні «Заїмка» (1989 рік). За вказівкою обкомівського начальства перший секретар райкому Петро Микитович Нескреба наказує збудувати далеко за містом будиночок для відпочинку, де й збиралися керівники разом із своїми «подругами». Врешті-решт Петра Нескребу ті вечори привели до моральної деградації та духовного спустошення, що зумовлено тодішніми стосунками в суспільстві і з якими в своєрідне протиріччя все ж таки вступає його колишній цілісний характер та залишки людської гідності:
| “Нескреба зупинився біля крісла, тремтячими пальцями розчахнув пальто з сивим каракулевим коміром, відстебнув Зірку й, поклавши її на стіл, сказав втомленим голосом: „Я завжди почувався так, ніби вкрав це у держави”[3]. |
Пожежа на заїмці і принизлива втеча учасників вечірньої учти символізують загибель усієї державної системи.

### Переклади творів
Добірки поезій друкувалися в латвійській, білоруській антологіях, перекладалися болгарською, молдавською, азербайджанською, татарською та іншими мовами. У видавництві «Советский писатель» вийшли в перекладі на російську роман-трилогія «Людям важче» («Донбасские грозы») і збірка віршів «Чтобы небо не падало».

## Ушанування пам'яті
У Смолянинові створено музейну кімнату в сільському краєзнавчому музеї, там є й художні полотна наймолодшого сина — Віктора.

## Твори
- Чернявський М. Голуби на площах: Поєзія:Сталінське обласне видавництво, 1958
- Чернявський М. Мирославна: Поезії.- К.: Рад. письменник, 1965.
- Чернявський М. Вітер з поля. — К. : Рад. письменник, 1957. — 167 с.
- Чернявський М. Дума про Донець. — Луганськ, 1959. — 94 с.
- Чернявський М. З глибини доріг. — Донецьк: Донбас, 1964. — 105 с.
- Чернявський М. Відстані. — К. : Радянський письменник, 1968. — 78 с.
- Чернявський М. Земна могуть: Поезії. — К., 1969. — 158 с.
- Чернявський М. Порадь мені, поле. — Донецьк: Донбас, 1969. — 159 с.
- Чернявський М. Злети: Лірика. — К. Рад. письменник, 1970. — 127 с.
- Чернявський М. Червоні світанки: документальні нариси та повість. — Донецьк: Донбас, 1971. — 199 с.
- Чернявський М. Людиною бути. — К.: Дніпро, 1977. — 158 с.
- Чернявський М. Материне серце: Роман. — К.: Радянський письменник, 1978. — 192 с.
- Чернявський М. Сонце в полинах. Тиждень Івана Лободи. — К.: Молодь, 1979. — 399 с.
- Чернявський М. А. Зелена гілка добра. — Донецьк: Донбас, 1980–167 с.
- Чернявський М. Людям важче. — К.: Дніпро, 1981. — 558 с.
- Чернявский Н. Донбасские грозы. — М.: Сов. писатель, 1983. — 537 с.
- Чернявский, Н. Донбасские грозы. — М.: Сов. писатель, 1983. — 536 с.
- Чернявський М. Поезії. — К.: Дніпро, 1988. — 148 с.
- Чернявський М. Батькові руки: Повість. Оповідання. — К.: Рад. письменник, 1989.
- Чернявський М. Ранок під ногами // Вітчизна. — 1990. — № 6.
- Чернявський М. Суша // Бахмутський шлях. — 2005. — № 3-4